# Terre del Reno
Terre del Reno és un nou municipi italià de la província de Ferrara (regió de la Emília-Romanya), nascut de la fusió de Mirabello amb Sant'Agostino. Es va formar després de fer un referèndum i el nou municipi nasqué l'1 de gener de 2017.